# Franz Vranitzky
Franz Vranitzky (Viena, Austria, 4 de octubre de 1937) es un político austríaco, canciller federal entre 1986 y 1997 y expresidente federal del Partido Socialdemócrata de Austria (Sozialdemokratische Partei Österreichs, SPÖ).

## Vida y carrera profesional
Hijo de un fundidor de metal, Vranitzky y su hermana crecieron en una familia modesta de la clase trabajadora. Asistió al instituto Geblergasse y estudió ciencias empresariales en la Universidad de Economía de Viena. Durante sus estudios trabajó como profesor ayudante de latín e inglés y como peón de la construcción. En 1960 terminó sus estudios y obtuvo su diploma en Economía. Desde 1962 está afiliado al SPÖ. Asimismo, en su juventud formó parte de la selección nacional de baloncesto austríaca, pero no consiguió clasificarse para los Juegos Olímpicos de Roma de 1960.
En 1962 se casó con Christine Christen, con la que tuvo dos hijos, Robert y Claudia.
Su carrera profesional comienza en 1961 en la Corporación Siemens. Ese mismo año se traslada al Banco Nacional de Austria. En 1969 se doctoró en Ciencias del Comercio. En 1970 se convirtió en consejero político de economía y finanzas del ministro de finanzas Hannes Androsch en el gobierno del canciller federal Bruno Kreisky.
A partir de 1976 fue contratado para funciones ejecutivas en distintos bancos austríacos, hasta que el canciller federal Fred Sinowatz lo nombró ministro de finanzas de su gobierno en 1984. En ese momento recibió frecuentes críticas por sus funciones anteriores en empresas cercanas al gobierno.
Durante la batalla electoral de las elecciones a presidente federal de 1986 el canciller Sinowatz fue vehemente contra el candidato del ÖVP, Kurt Waldheim, debido a su pasado nazi. Al ser elegido Waldheim el 8 de junio, Sinowatz dimitió como consecuencia del así llamado “affaire Waldheim”, y recomendó a Vranitzky como su sucesor.

## Como canciller federal
Vranitzky fue nombrado canciller federal tras el acuerdo de gobierno entre su partido y el Partido de la Libertad de Austria (Freiheitliche Partei Österreichs, FPÖ). Se formó así el primer Gabinete Vranitzky. No obstante, el 13 de septiembre de ese mismo año el radical Jörg Haider fue elegido líder del FPÖ en sustitución del moderado Norbert Steger. Vranitzky canceló la coalición el 14 de septiembre y disolvió el Consejo Nacional (Nationalrat).
Tras las elecciones del 23 de noviembre de 1986, el SPÖ continuó siendo el partido más fuerte de la cámara y Vranitzky constituyó una nueva coalición, esta vez con el Partido Popular de Austria (Österreichische Volkspartei, ÖVP) como compañero (segundo Gabinete Vranitzky). Alois Mock, del ÖVP, ocupó el cargo de vicecanciller. En 1988 Vranitzky sucedió a Fred Sinowatz en el cargo de presidente federal del SPÖ.
En política exterior, se ocupó de la duradera discusión sobre el pasado nazi del presidente federal Kurt Waldheim y se enfrentó al aislamiento internacional de Austria ocasionado. Así, asumió también las labores de representación en el extranjero que recaían en los presidentes federales. Logró normalizar las relaciones con Estados Unidos, que en abril de 1987 habían incluido a Waldheim en su “watch list”, y con Israel, que había retirado a su embajador tras la elección de Waldheim.
En política interior, mantuvo las distancias con Jörg Haider, con el que casi no tenía contactos.
El 8 de julio de 1991 pronunció un importante discurso ante el Consejo Nacional, en el que no solo relativizó la tesis, sostenida hasta ese momento incluso desde el punto de vista oficial, de que Austria había sido la primera víctima del expansionismo de la Alemania nazi, sino que reconoció la complicidad de los austríacos en la Segunda Guerra Mundial, con las siguientes palabras:

Hay una corresponsabilidad en el sufrimiento que, no Austria como estado, pero sí ciudadanos de este país, llevaron sobre otras personas y pueblos.

Reconocemos todos los hechos de nuestra historia y los hechos de todas las partes de nuestro pueblo, tanto los buenos como los malos; y así como reivindicamos como nuestros los buenos, debemos disculparnos por los malos – ante los supervivientes y ante los descendientes de las víctimas.

Puntos conflictivos de su política exterior fueron, especialmente tras el colapso del Bloque Oriental, la intensificación de los contactos con los países del este de Europa y la preparación y ejecución de la entrada de Austria en la Unión Europea, para la que trabajó estrechamente con el entonces ministro de exteriores y vicecanciller Alois Mock. Tras el referéndum del 12 de junio de 1994, en el que el 66,64% de la población votó a favor de la entrada en el país, esta se produjo el 1 de enero de 1995.
Tras romperse el gobierno de coalición (cuarto gabinete Vranitzky) al final de 1995, se celebraron nuevas elecciones. De nuevo, el SPÖ fue el partido más votado. En marzo de 1996 se formó el quinto gabinete Vranitzky, una nueva coalición de gobierno con el ÖVP bajo el liderazgo de Wolfgang Schüssel, que ya había participado en los anteriores gobiernos de coalición como ministro de economía (desde 1989) y como vicecanciller y ministro de exteriores (desde mayo de 1995).
En enero de 1997 Vranitzky dimitió como canciller federal y presidente federal de su partido. Su sucesor en ambos cargos fue Viktor Klima.

## Actividades a partir de 1997
Tras su salida de la política austríaca, Vranitzky se convirtió en delegado especial de la OSCE para Albania entre marzo y octubre de 1997.
Después volvió al mundo de la banca y se convirtió en consejero político de WestLB. En diciembre de ese mismo año se convirtió en miembro del consejo de supervisión de Frank Stronachs Konzern Magna International. Además, es miembro del consejo de supervisión de TUI AG y presidente del consejo de supervisión de Magic Life International Hotelbetriebs GmbH.
En junio de 2005 donó uno de sus riñones a su mujer, que padecía problemas renales crónicos.
En 2006 participó en la batalla electoral al Consejo Nacional a favor del candidato del SPÖ Alfred Gusenbauer.
Poco después de las elecciones, se hizo pública una declaración del banquero de inversión Wolfgang Flöttl, que había efectuado en relación con una consulta sobre sus actividades anteriores para BAWAG P.S.K. y su papel en el escándalo BAWAG. Así, habría pagado a Vranitzky un millón de chelines (unos 72.000 euros) por servicios de asesoramiento. Vranitzky confirmó el pago por el asesoramiento que había realizado entonces sobre la introducción del euro. En el marco de la comisión de investigación de la banca creada por el Consejo Nacional, en 2007, Flöttl declaró que había realizado ese pago presionado por el entonces director general de BAWAG Helmut Elsner y sin contrato escrito, y que no había pedido ninguna contraprestación a cambio
. Desde el lado de sus rivales políticos se declaró que el pago había sido una “financiación indirecta” del SPÖ, acusación que Vranitzky rechazó.
Su propio partido propuso a Vranitzky para nuevas actividades. Por ejemplo, en el marco de la celebración trimestral de los grupos de trabajo sobre Política Económica (wissenschaftliche Wirtschaftspolitik, WIWIPOL) organizó los “coloquios Vranitzky”, en los que, junto a destacadas celebridades de la ciencia, la cultura y la política, identificaba y comentaba temas de política económica de interés para Austria y Europa.